# الکساندر لیپولد
الکساندر لیپولد (به انگلیسی: Alexander Leipold؛ زادهٔ ۲ ژوئن ۱۹۶۹) کشتی‌گیر بازنشسته و مربی کشتی آلمانی است که در دوران فعالیت حرفه‌ای خود در دستهٔ ۷۴ و ۷۶ کیلوگرم کشتی آزاد رقابت می‌کرد. او قهرمان مسابقات قهرمانی کشتی جهان (۱۹۹۴) و نایب‌قهرمان سه دورهٔ این مسابقات (۱۹۹۵، ۱۹۹۷ و ۱۹۹۹) و نیز قهرمان سه دورهٔ مسابقات قهرمانی کشتی اروپا (۱۹۹۱، ۱۹۹۵ و ۱۹۹۸) است. لیپولد به عنوان ملی‌پوش آلمان در بازی‌های المپیک ۱۹۹۶ آتلانتا و ۲۰۰۰ سیدنی شرکت کرد که در المپیک آتلانتا به مقام پنجم و در المپیک سیدنی با وجود کسب عنوان قهرمانی به دلیل تست مثبت دوپینگ دیسکالیفه شد.
او در سال ۲۰۰۳، پس از ابتلا به یک بیماری ویروسی جدی متحمل سه سکته مغزی متوالی شد اما بعدها به‌طور کامل بهبود یافت. لیپولد در سال ۲۰۰۹ از دانشگاه ورزشی کلن آلمان فارغ‌التحصیل شد و از همان سال تا ۲۰۱۲ مربی تیم ملی کشتی آزاد آلمان بود. او نهایتاً سرمربی باشگاه کشتی اسپرینگن آلمان شد. در سال ۲۰۱۳، به دلیل عملکردش به عنوان یک الگوی ورزشی و تعهد داوطلبانه بزرگش به عنوان سفیر «بنیاد کمک به سکته مغزی آلمان»، نشان افتخار شایستگی جمهوری فدرال آلمان را دریافت کرد.

## بازی‌های المپیک
او در دستهٔ ۷۴ در المپیک ۱۹۹۶ آتلانتا شرکت کرد که لازاروس لویزیدیس از یونان، دیوید هول از کانادا، محمدسلام گادشیف از جمهوری آذربایجان و کنی ماندی از آمریکا را شکست داد اما با باخت برابر بووایسار سایتیف روس به مقام پنجم رسید.
لیپولد در دستهٔ ۷۶ کیلوگرم المپیک ۲۰۰۰ سیدنی نیز یاسمانی رودریگز از کوبا را ۴–۱، رادیون کرتانتی از اسلواکی را ۵–۰، نصیر حاجی‌خانف از مقدونیه شمالی را ۵–۲، در نیمه‌نهایی مون اویی-جائه از کره جنوبی را ۳–۱ و در فینال هم براندون اسلی آمریکایی را هم ۴–۰ شکست داد و به قهرمانی رسید اما پس از مثبت شدن تست دوپینگ و استفاده از استرویید آنابولیک ناندرولون، مدال طلا از او پس‌گرفته‌شده و به براندون اسلی رسید.